# Ciechocin (gemeente)
De gemeente Ciechocin is een landgemeente in het Poolse woiwodschap Koejavië-Pommeren, in powiat Golubsko-Dobrzyński.
De zetel van de gemeente is in Ciechocin.
Op 30 juni 2004 telde de gemeente 3983 inwoners.

## Oppervlakte gegevens
In 2002 bedroeg de totale oppervlakte van gemeente Ciechocin 101,49 km², waarvan:
- agrarisch gebied: 55%
- bossen: 35%

De gemeente beslaat 16,56% van de totale oppervlakte van de powiat.

## Demografie
Stand op 30 juni 2004:
| Omschrijving                   | Totaal | Totaal | Vrouwen | Vrouwen | Mannen | Mannen |
| ------------------------------ | ------ | ------ | ------- | ------- | ------ | ------ |
| eenheid                        | aantal | %      | aantal  | %       | aantal | %      |
| inwoners                       | 3983   | 100    | 1976    | 49,6    | 2007   | 50,4   |
| bevolkingsdichtheid (inw./km²) | 39,2   | 39,2   | 19,5    | 19,5    | 19,8   | 19,8   |

In 2002 bedroeg het gemiddelde inkomen per inwoner 1497,07 zł.

## Administratieve plaatsen (sołectwo)
Ciechocin (sołectwa: Ciechocin en Cechocin-Kujawy), Elgiszewo, Małszyce, Miliszewy, Morgowo, Nowa Wieś, Piotrkowo, Rudaw, Świętosław.

## Aangrenzende gemeenten
Czernikowo, Golub-Dobrzyń, Kowalewo Pomorskie, Lubicz, Obrowo, Zbójno